# Pfettisheim
Pfettisheim – miejscowość i dawna gmina we Francji, w regionie Grand Est, w departamencie Dolny Ren. W 2013 roku jej populacja wynosiła 818 mieszkańców. 
1 stycznia 2016 roku połączono dwie wcześniejsze gminy: Truchtersheim oraz Pfettisheim. Siedzibą gminy została miejscowość Truchtersheim, a nowa gmina przyjęła jej nazwę. 